# 門羅 (北卡羅萊納州)

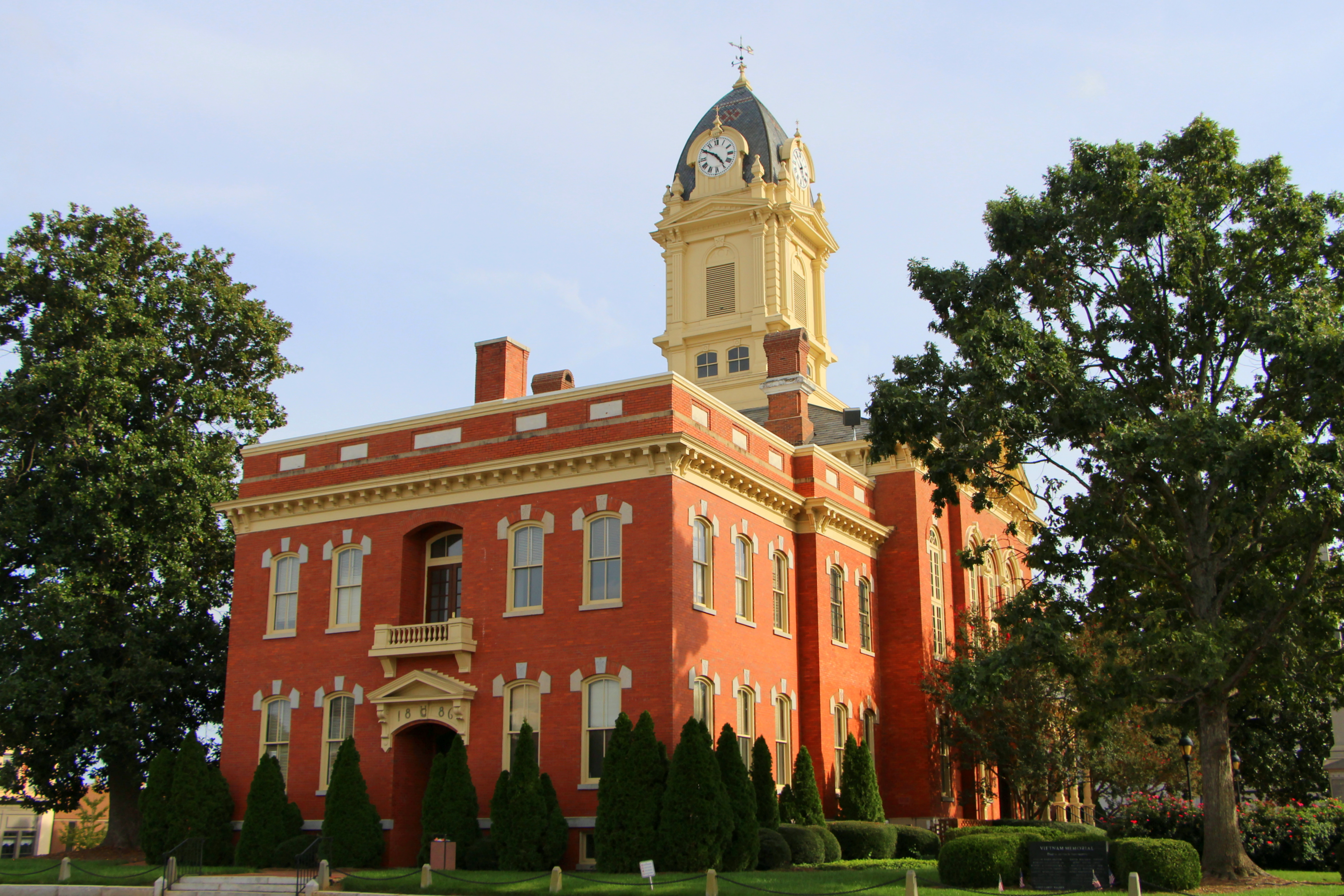
尤寧縣法院

門羅（Monroe）位於美國北卡羅萊納州，是尤寧縣的縣治，人口34,551人。門羅座落於夏洛特東南方的郊區，是夏洛特都會區的一部分。